# ジャンガル

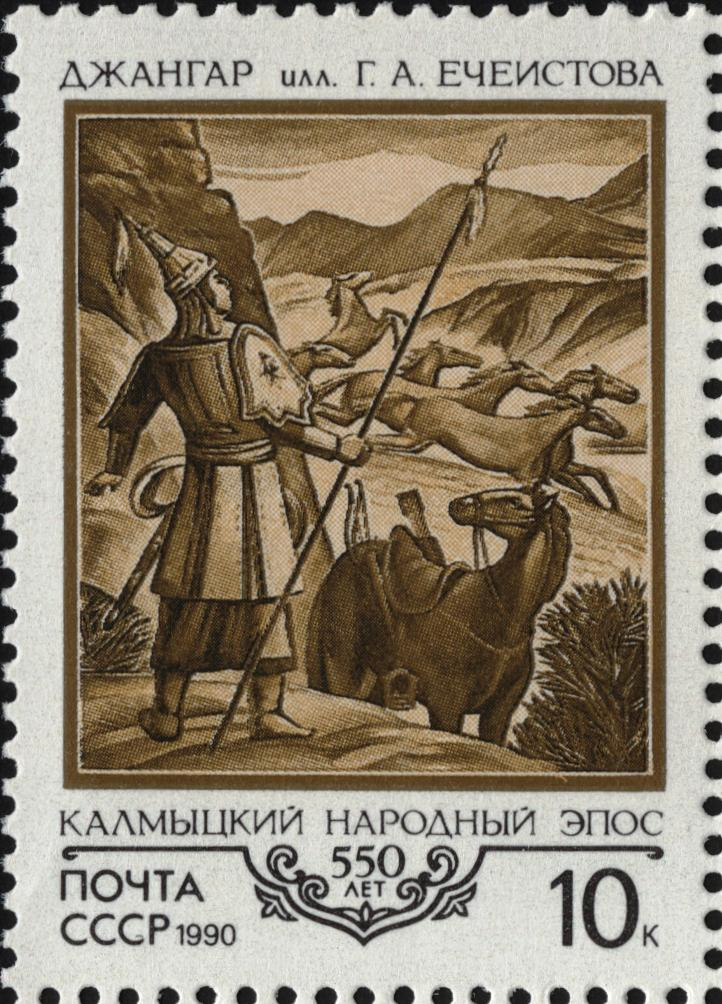
ジャンガル

『ジャンガル』（Җанһр）は、オイラト(カルムイク)に伝わる民族叙事詩である。主人公ジャンガルをはじめ12人の勇士の戦いを描いた作品である。